# Platycephala xanthodes
Platycephala xanthodes är en tvåvingeart som beskrevs av Yang 1994. Platycephala xanthodes ingår i släktet Platycephala och familjen fritflugor.
Artens utbredningsområde är Yunnan (Kina). Inga underarter finns listade i Catalogue of Life.